# شيخ آباد (مقاطعة دلفان)
شيخ‌آباد (بالفارسية: شیخ‌آباد) هي قرية تقع في قسم خاوة الجنوبي الريفي (مقاطعة دلفان) في إيران. يقدر عدد سكانها بـ 136 نسمة .